# Andrej Pečnik
Andrej Pečnik (n. 27 septembrie 1981) este un fotbalist sloven care evoluează pe postul de fundaș. Este liber de contract. Ultima echipă la care a jucat a fost Politehnica Iași. Este fratele lui Nejc Pečnik.